# Колумнея
Колумнея (лат. Columnea) — крупный род цветковых растений семейства Геснериевые, состоящий приблизительно из 200 видов растений.
Род назван в честь итальянского ботаника Фабио Колонна.

## Ботаническое описание
Виды рода Колумнея — многолетние вечнозелёные эпифитные растения.
Побеги растений поникающие или прямостоячие. Побеги густо покрыты мелкими листьями.
Листья у растений супротивные, имеют яйцевидную форму, заострённые на своих концах. Листья бывают опушенные и гладкие.
Виды рода Колумнея — красивоцветущие растения. Цветки растений имеют очень яркую окраску: они бывают белого, красного, оранжевого или жёлтого цвета. Цветки у видов рода Колумнея трубчатые, расцветающие в пазухах листьев.

## Распространение
Виды рода Колумнея встречаются в Центральной Америке и в Южной Америке.

## Ботаническая классификация
По информации базы данных The Plant List, род включает 195 видов. Некоторые из них:
- Columnea aliena (C.V.Morton) C.V.Morton
- Columnea aurea Warsz.
- Columnea capillosa L.P.Kvist & L.E.Skog
- Columnea consanguinea Hanst.
- Columnea ericae Mansf.
- Columnea formosa (C.V.Morton) C.V.Morton
- Columnea grandifolia Rusby
- Columnea incarnata C.V.Morton
- Columnea laevis L.P.Kvist & L.E.Skog
- Columnea microcalyx Hanst.
- Columnea nervosa (Klotzsch ex Oerst.) Hanst.
- Columnea ornata (Wiehler) L.E.Skog & L.P.Kvist
- Columnea proctorii Stearn
- Columnea schimpffii Mansf.
- Columnea segregata B.D.Morley
- Columnea sulfurea Donn.Sm.
- Columnea trollii Mansf.
- Columnea verecunda C.V.Morton
- Columnea xiphoidea J.F.Sm. & L.E.Skog

## Культивирование
Многие виды рода Колумнея являются популярными декоративными растениями.

## Размножение
Виды рода Колумнея можно размножать весной черенкованием или семенами. Черенки растений помещают в хорошо дренированную влажную почву.
Размножение семенами осуществляется в конце зимы — начале весны. Основу грунта для посева семян растений составляют торф и песок. Влажность грунта для семян должна быть умеренной.

## Болезни растений рода Колумнея
Наиболее опасная болезнь видов рода Колумнея — это серая гниль, которая развивается при избыточном увлажнении почвы. При очень сильном поражении серой гнилью возможна гибель растений. Для предотвращения заболеваемости растений серой гнилью необходимо уменьшение увлажнения почвы и снижение влажности воздуха.